# Pierrot do Brasil
Pierrot do Brasil é o décimo terceiro álbum de estúdio da cantora e compositora brasileira Marina Lima, lançado em 27 de julho de 1998 pela Polygram. Este é seu primeiro material de estúdio após tratar de uma crise emocional que começou em 1995, onde também desenvolveu problemas vocais. O álbum apresenta Marina com a voz grave que passou a ser predominante nos trabalhos seguintes.

## Faixas
| N.º            | Título                         | Compositor(es) | Duração |  |
| 1.             | "Pierrot"                      | Lima           | 5:47    |  |
| 2.             | "Arquivo II"                   | Lima           | 3:35    |  |
| 3.             | "Deixe Estar"                  | Lima           | 3:11    |  |
| 4.             | "Na Minha Mão"                 | Lima           | 4:20    |  |
| 5.             | "Sua" (Instrumental)           | Lima           | 2:36    |  |
| 6.             | "Uma Antiga Manhã"             | Lima           | 2:53    |  |
| 7.             | "Leva (Esse Samba, Esse Amor)" | Britto, Lima   | 4:20    |  |
| 8.             | "Pra Ver Meu Bem Corar"        | Lima           | 3:19    |  |
| 9.             | "Portos E Vinhos"              | Lima           | 3:39    |  |
| 10.            | "Algo Me Pegou"                | Carson, Lima   | 4:47    |  |
| Duração total: | Duração total:                 | Duração total: | 38:27   |  |